# Ivo Sarajlija
Ivo Sarajlija (Sarajevo, 1876. – Zagreb, 1. travnja 1914.). je hrvatski pjesnik iz BiH.
Osnovnoškolsku naobrazbu stekao u Sarajevu. Radeći kao stolarski radnik, nastavio je školovanje i završio Trgovačku, Tehničku i Učiteljsku školu u Sarajevu. U Zadru je potom završio tiskarski obrt i tamo počeo objavljivati pjesme u duhu bosanskih sevdalinki. 
Djela: Pjesme u Hrvatskoj kruni, Pučkom glasu, Crvenoj Hrvatskoj, Hrvatskim novostima, Građi Jugoslavenske akademije (knj. 21.). 